# Naguib Sawiris
Naguib Onsi Sawiris (in arabo نجيب ساويرس‎?, Naǧīb Sāwīris, in copto Ⲛⲉⲅⲓⲃ Ⲟⲛⲥⲓ Ⲥⲉⲩⲏⲣⲟⲥ; Tahta, 30 giugno 1954) è un imprenditore egiziano,  miliardario, presidente della società madre di Weather Investments ed ex presidente e CEO di Orascom Telecom Holding, affermata a livello globale tra i principali player nel settore delle telecomunicazioni. Secondo Forbes è uno degli uomini più ricchi d'Africa con un patrimonio netto stimato nel 2022 di 3,4 miliardi di dollari.

## Biografia
Di fede cristiana copta, nato nel 1954 al Cairo, in Egitto, dall'uomo d'affari Onsi Sawiris (fondatore di Orascom Group) e Yousriya Loza Sawiris, Naguib è il maggiore di tre fratelli. Anche i suoi fratelli, Nassef e Samih, sono miliardari. Naguib ha conseguito un diploma presso la Scuola evangelica tedesca di Giza, e poi si è laureato in ingegneria meccanica con in più un master in amministrazione tecnica presso il Politecnico Federale di Zurigo (ETHZ), in Svizzera.

## Carriera
Da quando è entrato nel 1979 a far parte di Orascom, l'azienda di famiglia, Sawiris ha contribuito alla crescita e alla diversificazione della società (settori ferroviario, informatico e delle telecomunicazioni) in quello che è diventato uno dei conglomerati più grandi e diversificati dell'Egitto, il più grande datore di lavoro del settore privato del paese e vanta la più elevata capitalizzazione di mercato della Borsa del Cairo e Alessandria. Il management ha deciso di dividere Orascom in società operative separate alla fine degli anni '90: Orascom Telecom Holding (OTH), Orascom Construction Industries (OCI), Orascom Hotels & Development e Orascom Technology Systems (OTS).

### Orascom Telecom Holding
La OTH, fondata per lanciare il primo operatore mobile egiziano Mobinil, ha progressivamente ampliato il proprio raggio d'azione ed è presente in 12 paesi. Sawiris, membro del Partito dei Liberi Egiziani, deve il suo successo iniziale soprattutto all'aver operato in mercati in grande crescita o in aree geografiche che nessun'altra azienda aveva osato avvicinare. Se la strategia iniziale della OTH prevedeva di puntare ai mercati a bassa penetrazione ed elevata popolazione, in seguito l'obiettivo è quello di conquistare mercati più sviluppati come dimostra il lancio di “Wind Mobile” in Canada nel dicembre 2009. Sawiris ha operato anche in Corea del Nord, dove nel 2008 ha lanciato il primo operatore mobile “Koryolink”.
Agli inizi del 2005 Naguib Sawiris fondò la Weather Investment, guidandola all'acquisizione della quota di controllo di Wind Telecomunicazioni in Italia, di cui fu nominato Presidente a fine estate dello stesso anno. A quasi un anno da questo passo la Weather Investments acquisì la greca Tim Hellas, che assunse la nuova denominazione “Wind Hellas”. Nel novembre 2006 Wind Telecommunications emise il maggiore bond PIK mai emesso in Europa, utilizzandone gli introiti per concludere l'acquisizione di Wind da ENEL, un'operazione che portò la famiglia Sawiris a detenere il 98% del capitale di Weather.
In Italia Naguib Sawiris, oltre a Wind (poi venduta a Vimpelcom poi Veon), ha acquisito Italiaonline (di cui fanno parte i portali Libero e Virgilio) e Seat Pagine Gialle.
Nel 2013 acquisisce una quota del 30% di Quinta Communications, la capogruppo del finanziere e produttore tunisino Tarak Ben Ammar cedendogli OnTv; Quinta controlla Prima TV per mezzo della quale nell’ottobre 2019 i due imprenditori si alleano con Wind Tre per dare vita a una rete nazionale di ripetitori (più di 1000) cosicché le emittenti interessate possano trasmettere con la nuova tecnologia del digitale terrestre DVBT-2 e in alta definizione; il Ministero dello Sviluppo Economico dà l'ok all'intesa e assegna a loro la rete nazionale di ripetitori numero 11 operativa a partire dal 30 giugno 2022.
Nel  2014, Sawiris ha guadagnato più di 4 miliardi di dollari dalla vendita delle sue azioni nelle società di telecomunicazioni al gruppo russo Vimplecom, in seguito diventato  VEON.
Nell'ottobre 2015 ha investito nel settore editoria acquisendo il 53% dell'emittente Euronews e Euronews NBC trasferendo la sede a Lione. È rimasto l'azionista di maggioranza fino a quando non ha cominciato a vendere le sue azioni di Euronews alla portoghese Alpac Capital nel dicembre 2021.

## Premi e riconoscimenti
Nel gennaio 2003, in virtù del suo ruolo a livello regionale nel settore delle telecomunicazioni, Orascom Telecom rappresentata da Naguib Sawiris è stata nominata Membro del consiglio di amministrazione della GSM Association, un riconoscimento della posizione del gruppo tra i dieci maggiori operatori per numero di utenti. Naguib Sawiris ha inoltre ricevuto numerose lauree ad honorem, premi del settore delle telecomunicazioni e riconoscimenti, tra cui la “Legion d'honneur“ (la più alta onorificenza conferita dalla Francia per servizi degni di merito resi al paese), e il prestigioso “Sitara-e-Quaid-e-Azam” (conferito nel 2006 dal Generale Pervez Musharref per i servizi resi al popolo pakistano nel settore delle telecomunicazioni, degli investimenti e dell'assistenza sociale).

## Associazioni
A livello internazionale e regionale, Naguib Sawiris è membro dei seguenti Consigli e Comitati:
- Membro del comitato di consulenza internazionale del Consiglio di Amministrazione della NYSE (IAC) dal novembre 2005 – Membro dell'International Advisory Board della National Bank of Kuwait – Presidente della Camera di Commercio tedesco-araba nel 2008-2009 – Membro del Supreme Council of Sciences and Technology creato per decreto presidenziale del Presidente egiziano Hosni Mubarak. Il Consiglio include numerosi scienziati, tra cui il premio Nobel Ahmed Zewail, Faruq el-Baz e Magdi Ya'qub - Co-Presidente dell'Egyptian Italian Business Council – Membro del Board of Trustees e del Consiglio di Amministrazione della Arab Thought Foundation – Membro del Board of Trustees dell'Università francese del Cairo – Membro dell'Egyptian Council for Foreign Affairs – Membro della Consumer Rights Protection Association d'Egitto – Presidente del Consiglio di amministrazione di Endeavor - Presidente del Ban of Political Use of Religion.

## Vita privata
Naguib Sawiris ha due fratelli minori, Nassif e Samih, che ricoprono incarichi all'interno del gruppo Orascom, fondato dal padre Onsi. Vive al Cairo, è sposato con Ghada Gamil Sawiris e ha quattro figli. Parla arabo, inglese, tedesco e francese. È un noto tifoso romanista.